# Sada Jacobson
Sada Molly Jacobson (Rochester, 14 de febrero de 1983) es una deportista estadounidense que compitió en esgrima, especialista en la modalidad de sable. Su hermana Emily también compitió en esgrima.
Participó en dos Juegos Olímpicos de Verano, obteniendo en total tres medallas, bronce en Atenas 2004, en la prueba individual, y plata y bronce en Pekín 2008, en las pruebas individual y por equipos (junto con Rebecca Ward y Mariel Zagunis), respectivamente.
Ganó cinco medallas en el Campeonato Mundial de Esgrima entre los años 2000 y 2006.

## Palmarés internacional
| Juegos Olímpicos   | Juegos Olímpicos            | Juegos Olímpicos  | Juegos Olímpicos  |
| Año                | Lugar                       | Medalla           | Prueba            |
| ------------------ | --------------------------- | ----------------- | ----------------- |
| 2004               | Atenas (Grecia)             | Medalla de bronce | Sable individual  |
| 2008               | Pekín (China)               | Medalla de plata  | Sable individual  |
| 2008               | Pekín (China)               | Medalla de bronce | Sable por equipos |
| Campeonato Mundial |                             |                   |                   |
| Año                | Lugar                       | Medalla           | Prueba            |
| 2000               | Budapest (Hungría)          | Medalla de oro    | Sable por equipos |
| 2004               | Nueva York (Estados Unidos) | Medalla de plata  | Sable por equipos |
| 2005               | Leipzig (Alemania)          | Medalla de oro    | Sable por equipos |
| 2006               | Turín (Italia)              | Medalla de plata  | Sable por equipos |
| 2006               | Turín (Italia)              | Medalla de bronce | Sable individual  |